# Dreams (Evermore)
Dreams è il primo album in studio del gruppo musicale neozelandese Evermore, pubblicato nel 2004.

## Tracce
1. Dreaming... Pt. 1 – 2:10
2. It's Too Late – 3:55
3. This Unavoidable Thing Between Us – 5:02
4. For One Day – 4:10
5. Dreaming... Pt. 2 – 1:55
6. Are You Satisfied??? – 4:19
7. Come to Nothing – 4:06
8. Dreams Call Out to Me – 4:34
9. Without Your Smile – 3:51
10. Into the Ocean (Calling You) – 5:11
11. Know It's True – 6:02
12. Sunshine – 2:39
13. Everyone (Moving On) – 5:23

## Formazione
- Jon Hume – voce, chitarra
- Peter Hume – tastiera, pianoforte, basso, voce
- Dann Hume – batteria, percussioni, voce